# WEAU-Tower
WEAU-Tower – maszt odciągowy w mieście Fairchild w stanie Wisconsin. Wybudowany w 1981 roku, należy do WEAU-TV. Jego wysokość wynosi 609,6 metra, a współrzędne geograficzne to 44° 39′ 50″ N i 90° 57′ 41″ W.